# Haysi Fantayzee
Gli Haysi Fantayzee sono stati un gruppo musicale britannico.

## Storia del gruppo
Gli Haysi Fantayzee vennero fondati nel 1981 dai cantanti Jeremy Healy e Kate Garner, anche creatrice degli abiti del gruppo, ed erano composti da giovani "Blitz kids", subcultura nata a Londra durante i primi anni ottanta. Fra gli altri membri si possono segnalare il tastierista, produttore discografico e manager Paul Caplin, fidanzato della Garner, e il violinista Bobby Valentino. Prima di venire messa sotto contratto dalla Regards Records, la band aveva l'insolita abitudine di inviare alle case discografiche i video delle sue performance, ove coesistevano elementi ripresi dal rastafarianesimo, dal tribalismo e dalla letteratura di Charles Dickens, piuttosto che delle demo. Dopo aver registrato vari singoli fra cui John Wayne Is Big Leggy (1982) e Shiny Shiny (1983), che vennero eseguiti durante la trasmissione Top of the Pops e che sono tutt'oggi ricordati per essere i loro brani più noti, gli Haysi Fantayzee pubblicarono il loro unico album Battle Hymns for Children Singing (1983). Nel frattempo, Garner apparve nel videoclip di Who's That Girl (1983) degli Eurythmics, mentre Healy registrò in proprio il brano When Malindy Sings (1984).

Durante un'intervista del 1983 con David Maples avvenuta durante lo show televisivo americano MV3, Healy dichiarò che il cantante Boy George avrebbe copiato il suo look androgino. In seguito, George lo smentì:
Dopo lo scioglimento degli Haysi Fantayzee, avvenuto nel 1985, Garner iniziò una breve carriera musicale solista prima di diventare fotografa a Los Angeles, mentre Healy collaborò con gli E-Zee Possee e divenne un DJ a cui sono accreditati remix per altri artisti, fra cui l'ex amico Boy George, che aveva conosciuto a scuola. Invece, Caplin proseguì la sua carriera di imprenditore e fondò alcune aziende, fra cui la Caplin Systems Ltd, che vendette nel 2014. Caplin è anche marito della cantante Zeeteah Massiah, con la quale avviò una carriera musicale.

## Stile musicale
Benché appartenessero al filone musica pop e new wave di cui facevano anche parte Bow Wow Wow, Adam and the Ants e Bananarama, gli Haysi Fantayzee si distinguevano da questi per i loro brani eccentrici sospesi fra reggae, country ed electro e i testi scanzonati dedicati a tematiche socio-politiche.

## Membri
- Jeremy Healy – voce
- Kate Garner – voce
- Kevin Byrd – chitarra
- Alfie Agius – basso
- Joao Bosco De Oliveira – batteria
- Bobby Valentino – violino
- Paul Caplin – tastiere

## Discografia

### Album in studio
- 1983 – Battle Hymns for Children Singing

### Singoli
- 1982 – John Wayne Is Big Leggy
- 1982 – Holy Joe
- 1983 – Shiny Shiny
- 1983 – Sister Friction
- 1983 – Chizoola